# سيغفريد فرانز
سيغفريد فرانز (بالألمانية: Siegfried Franz)‏ هو ملحن ألماني، ولد في 14 أغسطس 1913 في مانهايم في ألمانيا، وتوفي في 18 مارس 1998 في هامبورغ في ألمانيا.

## وصلات خارجية
- سيغفريد فرانز على موقع IMDb (الإنجليزية)
- سيغفريد فرانز على موقع ميوزك برينز (الإنجليزية)
- سيغفريد فرانز على موقع أول موفي (الإنجليزية)
- سيغفريد فرانز على موقع قاعدة بيانات الأفلام السويدية (السويدية)
- سيغفريد فرانز على موقع ديسكوغز (الإنجليزية)
- سيغفريد فرانز على موقع قاعدة بيانات الفيلم (الإنجليزية)
- سيغفريد فرانز على موقع كينوبويسك (الروسية)